# 타이베이해양대학역
타이베이해양대학역은 2020년에 개통한 타이완의 철도역이다.

## 역 주변
- 타이베이해양대학